# Чуття і чуттєвість
«Чуття і чуттєвість» (англ. Sense and Sensibility) — роман англійської письменниці Джейн Остін, опублікований у 1811 році. Він був виданий анонімно; на титульній сторінці замість імені автора було зазначено «Леді». У романі розповідається історія сестер Дешвуд, Елінор (19 років) та Маріанни (16 років). Вони мають старшого зведеного брата Джона та молодшу сестру Маргарет (13 років). 
Після смерті голови родини Дешвудів, маєток Норленд, в якому проживали три його доньки зі своєю овдовілою матір'ю,  переходить до Джона, сина містера Дешвуда від першого шлюбу. Тому сестри та їхня мати повинні знайти собі нове помешкання і переїхати. Вони мають можливість орендувати скромний будинок, котедж «Бартон», який належить далекому родичу, серу Джону Міддлтону. Там на них чекає любов, романтика та розчарування.  
Роман, перший тираж якого (750 примірників) був проданий у середині 1813 року, ознаменував успіх для свого автора. Пізніше того ж року він вийшов другим тиражем. Роман перебуває у безперервній публікації з 1811 року, багато разів був ілюстрований, скорочений та адаптований для сцени та кіно. У березні 2020 року вийшло 20 різних видань у вигляді нових книг.

## Сюжет
Заможний холостяк запросив свого племінника Генрі Дешвуда з родиною до себе в Норленд-парк, великий заміський маєток у Сассексі, де вони і прожили всі разом у злагоді багато років. Генрі сподівався успадкувати маєток свого дядька заради своєї дружини та дочок. Але після смерті заможного родича виявилося, що племінник може лише пожиттєво користуватися маєтком, потім він перейде у власність синові Генрі від першого шлюбу Джону Дешвуду та його трирічному сину Гаррі. Містер Дешвуд спочатку засмутився через заповіт, але потім вирішив, що за багато років зможе завдяки ефективному господарюванню та економії відкласти з доходів маєтку необхідну суму, щоб забезпечити свою родину. Але після отримання спадку він прожив лише рік, за такий короткий час йому не вдалося заощадити достатньо грошей для своєї дружини місіс Дешвуд та їхніх дочок Елінор, Маріанни та Маргарет, яким залишився лише невеликий дохід. На смертному одрі пан Генрі Дешвуд просить сина піклуватися про своїх сестер. Джон пообіцяв. Але невдовзі після похорону, жадібна дружина Джона, Фанні, переконує свого чоловіка, що його батько не мав на увазі фінансову допомогу сестрам, адже це призведе до зменшення спадщини власного сина Гаррі, незважаючи на те, що Джон вже досить заможний завдяки спадщині своєї матері та посагу дружини. Фанні також запевняє Джона, що його батько більше любив свою другу родину і, якби на те була його воля, залишив би весь спадок їм. 
Джон та Фанні негайно переїжджають до Норленду як його нові власники, а вдова та доньки стають у своєму колишньому домі небажаними гостями. Місіс Дешвуд прагне переїхати. Тим часом брат Фанні, Едвард Феррарс, відвідує Норленд і його приваблює Елінор. Фанні цього не схвалює, і ображає місіс Дешвуд, натякаючи, що Едвард цікавить Елінор лише як багатий спадкоємець. 
Місіс Дешвуд переїжджає з родиною в котедж «Бартон» в Девонширі, що знаходиться біля будинку її двоюрідного брата, сера Джона Міддлтона. Їх новий дім скромний, але їх тепло прийняло місцеве товариство: сер Джон і його дружина, леді Міддлтон, його теща, балакуча, але доброзичлива місіс Дженнінгс та його друг, полковник Брендон. Полковника Брендона приваблює Маріанна, і місіс Дженнінгс дражнить їх з цього приводу. Маріанна не задоволена, оскільки вважає тридцятип’ятирічного полковника Брендона старим холостяком, нездатним закохатись чи викликати в когось ніжні почуття. 

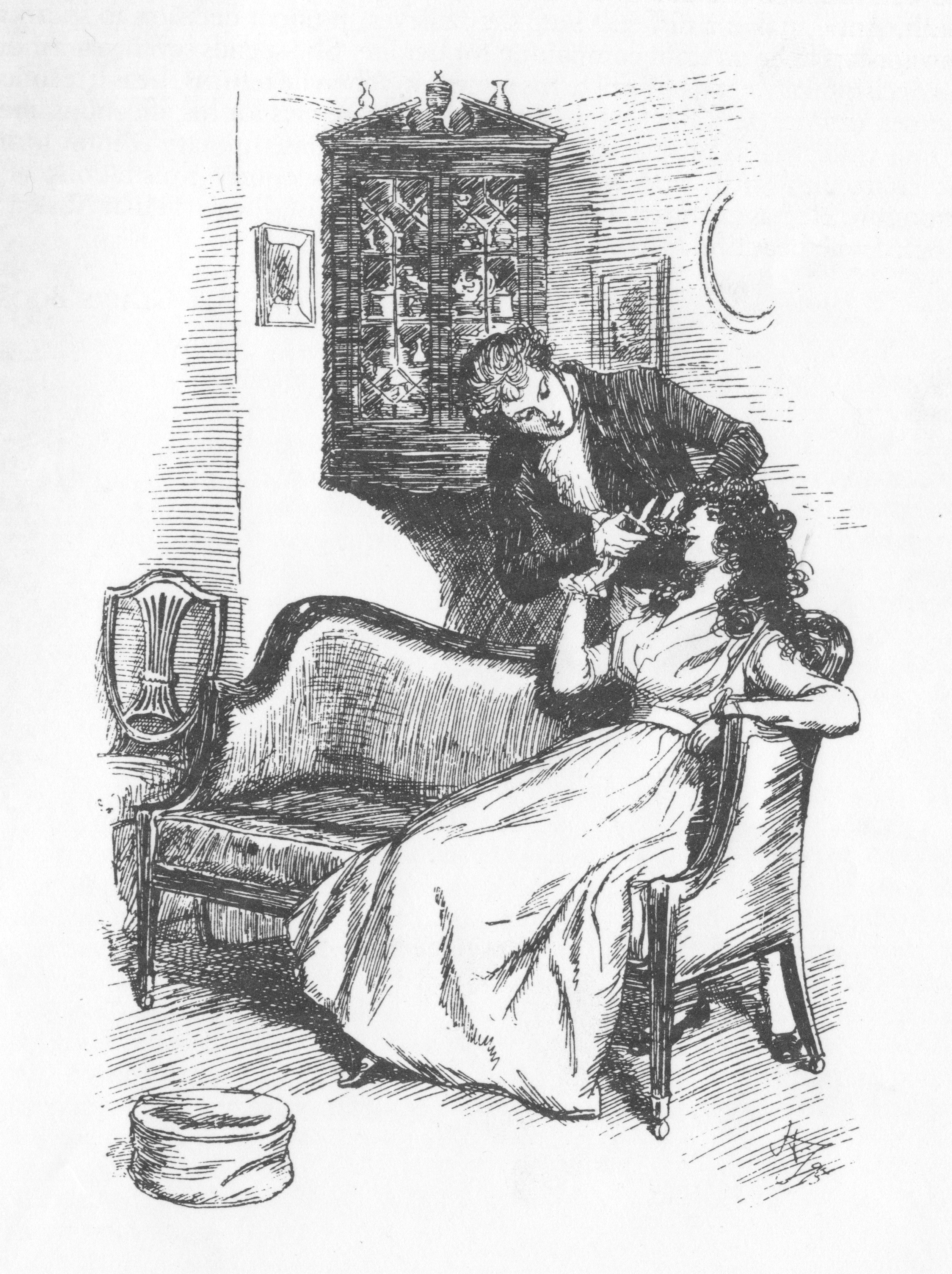
Ілюстрація Х'ю Томсона ХІХ століття, яка зображує Віллоббі, що зрізає пасмо волосся Маріанни

Під час прогулянки, Маріанна потрапила під дощ, послизнулася і вивихнула щиколотку. Молодий Джон Віллоубі бачить це і допомагає їй, несе її на руках додому. Після цього випадку рятівник швидко завойовує прихильність Маріанни своєю приємною зовнішністю та подібними поглядами на поезію, музику, мистецтво та кохання. Його уважність та поведінка Маріанни спонукають Елінор та місіс Дешвуд підозрювати, що пара таємно заручилася. Елінор застерігає Маріанну проти її необережної поведінки, але Маріанна відмовляється стримувати свої емоції. Віллобі показує Маріанні дім, який він сподівається успадкувати. Також з її дозволу зрізає пасмо її волосся. Коли заручини або, принаймні, оголошення про них здаються неминучими, містер Віллоубі натомість повідомляє Дешвудам, що його тітка, від якої він залежить фінансово, відправляє його до Лондона на невизначений час. Маріанна збентежена і не приховує своєї скорботи. 
Едвард Феррарс відвідує котедж «Бартон», але здається нещасним і надовго не затримується. Елінор побоюється, що у нього більше немає почуттів до неї, але вона не показує свого душевного болю. Після від'їзду Едварда, сестри Енн та Люсі Стіл, вульгарні двоюрідні сестри місіс Дженнінгс, приїжджають і зупиняються в Бартон-парку. Люсі повідомляє Елінор, що вони з Едвардом Феррарсом чотири роки тому таємно заручилися, коли він навчався у її дядька, і надає докази правдивості своїх слів. Елінор усвідомлює, що візит та відвертість Люсі — результат її ревнощів та хитрості, і це допомагає Елінор зрозуміти недавній смуток та поведінку Едварда з нею. Вона не звинувачує Едварда і шкодує його, бо хоч він зрозумів, що не кохає Люсі, але почуття честі та обов'язку не дозволять йому розірвати заручини. 
Елінор та Маріанна супроводжують місіс Дженнінгс до Лондона. По приїзді Маріанна необачно пише декілька особистих листів до Віллоубі, які залишаються без відповіді. Потім вона випадково зустрічає на балу Віллоубі з іншою жінкою. Він вітає Маріанну неохоче і холодно, це її вкрай засмучує. Вона залишає вечірку повністю розгубленою. Незабаром Маріанна отримує коротке повідомлення, в яке вкладені всі її листи, адресовані Віллоубі, та пасмо волосся. Виявляється, що він заручений з молодою пані, міс Грей, яка має великий посаг. Маріанна спустошена. Після того, як Елінор прочитала лист, Маріанна зізнається їй, що вони з Віллоубі ніколи не заручалися. Вона поводилася так, ніби вони пара, бо знала, що любить його, і думала, що він любить її. 
Поки Маріанна сумує, їх відвідує полковник Брендон і розповідає Елінор, що юна міс Еліза Вільямс, яка перебуває під опікою Брендона, чекає дитину від Віллоббі, який її спокусив, а потім покинув. Дізнавшись про це, тітка Віллоубі позбавила його спадщини, і маючи великий особистий борг, він вирішив одружитися з міс Грей через її гроші. Еліза — позашлюбна дочка колишньої коханої Брендона, яку також звали Елізою, вона була підопічною його батька та спадкоємицею. Її змусили укласти шлюб зі старшим братом Брендона, щоб сплатити борги сім'ї, цей шлюб не став щасливим, закінчився скандалом та розлученням, поки Брендон перебував на службі за кордоном. Після того, як батько і брат полковника Брендона померли, він успадкував родинний маєток і повернувся, щоб знайти Елізу, яка померла в будинку для жебраків, але в неї залишилась дочка. Брендон взяв на себе відповідальність за виховання дівчинки. Він повідомляє Елінор, що Маріанна дуже нагадує йому старшу Елізу своєю щирістю і милою імпульсивністю. Брендон оселив молодшу Елізу в селі і розкриває Елінор усі ці подробиці з надією, що Маріанна зможе отримати певну розраду у виявленні справжнього характеру Віллоубі. 
Тим часом сестри Стіл приїхали до Лондона на запрошення родичів. Після короткого знайомства їх просять зупинитися в лондонському будинку Джона та Фанні Дешвуд. Люсі розглядає запрошення як особистий комплімент, а не те, чим воно є: зневага до Елінор та Маріанни, які, як сестри, повинні були отримати таке запрошення першими. Занадто балакуча, Енн Стіл прохоплюється про таємні заручини Люсі з Едвардом Феррарсом, братом Фанні. Сестер виганяють, мати наказує Едварду розірвати заручини, погрожуючи позбавити спадку. Едвард відмовляється, щоб не образити Люсі Стіл. Його одразу позбавили спадщини на користь молодшого брата Роберта. Едвард своєю поведінкою завойовує повагу та співчуття з боку Елінор та Маріанни. Полковник Брендон виявляє своє захоплення, пропонуючи Едварду стати священником у Делафордській парафії, щоб дати йому змогу одружитися з Люсі після того, як він прийме сан. 
Місіс Дженнінгс їде з Елінор та Маріанною в Клівленд, щоб відвідати свою другу дочку, місіс Шарлотту Палмер. Маріанна, засмучена через одруження Віллоубі, гуляє під дощем і занедужує. У неї діагностують гнилу гарячку, її життю загрожує небезпека. Елінор пише матері, а полковник Брендон їде, щоб привезти пані Дешвуд до Клівленду. Вночі приїжджає Віллобі і розповідає Елінор, що його любов до Маріанни була справжньою і що втрата її зробила його нещасним. Він викликає співчуття Елінор через те, що його вибір виявився невдалим, але їй огидно те, як він говорить про міс Вільямс та власну дружину. Він також каже, що тітка пробачила б йому, якби він одружився з міс Вільямс, але він відмовився. 
Маріанна одужує від своєї хвороби, а Елінор розповідає їй про візит Віллоубі. Маріанна усвідомлює, що ніколи не змогла б бути щасливою з Віллоубі, зважаючи на його аморальність, непостійність і нерозважливий характер. Вона цінує більш помірковану поведінку Елінор з Едвардом і вирішує, що їй треба повчитися в сестри мужності та здорового глузду. Пізніше виявляється, що вподобання Люсі змінилися і вона вийшла заміж за тепер заможного молодшого брата Роберта. Едвард і Елінор одружуються, а потім і Маріанна виходить заміж за полковника Брендона, поступово полюбивши його. Дві пари живуть як сусіди. І сестри, і чоловіки ладнають між собою. Віллоубі вважає Маріанну своїм ідеалом, однак оповідач закликає читача не вірити, що він ніколи не був щасливим.

## Персонажі

### Головні персонажі
- Елінор Дешвуд (англ. Elinor Dashwood) — розумна і стримана старша дочка містера та місіс Генрі Дешвуд. Вона уособлює першу половину назви Остін «Чуття і чуттєвість». Їй 19 років на початку книги. Вона закохана в Едварда Феррарса, брата дружини свого старшого брата (по-батькові) Джона. Вона співчутливо дружить з полковником Брендоном, багатостраждальним шанувальником Маріанни та можливим чоловіком. Має гостре почуття відповідальності перед своєю родиною та друзями, їх добробут та інтереси для неї на першому місці. Вона пригнічує власні сильні емоції, що спонукає інших вважати її байдужою чи холоднокровною. Наприклад, незважаючи на те, що вона надзвичайно засмучена, дізнавшись про таємні заручини Люсі Стіл та Едварда, Елінор зберігає таємницю Люсі і не виказує своїх почуттів. Хоча у книзі розповідь ведеться від третьої особи, опис більшості героїв і подій роману в першу чергу відображає думки та уявлення Елінор.
- Маріанна Дешвуд (англ. Marianne Dashwood) — романтична і дуже емоційна друга дочка містера та місіс Генрі Дешвуд. Її характеризує слово «чуттєвість» у назві роману Остін. На початку книги їй 16 років. Вона привертає увагу полковника Брендона та містера Віллоубі. Її приваблює молодий, гарний і романтичний Віллоубі і не цікавить старший, більш стриманий полковник Брендон. Маріанна зазнає найбільшого розвитку в книзі, коли розуміє, що її чуттєвість була егоїстичною. Вона вирішила, що її поведінка має бути більше схожа на поведінку її старшої сестри Елінор.
- Едвард Феррарс (англ. Edward Ferrars) — старший із двох братів Фанні Дешвуд. Він закохується в Елінор Дешвуд. За чотири роки до зустрічі з нею Едвард заручився з Люсі Стіл, племінницею свого репетитора. Заручини залишаються таємними через побоювання, що родина Феррарса буде заперечувати проти його шлюбу з міс Стіл. Мати дізналася про заручини і позбавила його спадку, коли син відмовився їх розірвати.
- Джон Віллоубі (англ. John Willoughby) — племінник сусідки Міддлтонів, зухвалий юнак, який зачаровує Маріанну, поділяє її художні та мистецькі смаки. Багато їхніх спільних знайомих, як правило, припускають, що вони з Маріанною заручені (частково через її поведінку, наприклад, особисте листування з ним); однак він різко обриває знайомство з родиною та їде до Лондона просто тоді, коли заручини з Маріанною здаються неминучими. Пізніше виявляється, що тітка позбавила його фінансової підтримки, і він одружується із заможною Софією Грей через її посаг.
- Полковник Брендон (англ. Colonel Brandon) — близький друг сера Джона Міддлтона. На початку книги йому 35 років. Він закохується в Маріанну з першого погляду, бо вона нагадує йому підопічну його батька, в яку він був закоханий у юності. Йому заборонили одружитися з нею, оскільки його батько твердо вирішив видати її заміж за свого старшого сина. Його відправили на службу за кордон, подалі від неї, і, поки його не було, дівчину спіткали численні нещастя — почасти внаслідок її нещасливого шлюбу. Зрештою, вона помирає без грошей, зганьблена, з позашлюбною дочкою, яку бере під свою опіку полковник. Він є дуже добрим другом Дешвудів, особливо Елінор, і пропонує Едварду Феррарсу парафію після того, як мати відмовилась від нього через нерозумні, на її думку, заручини.

### Другорядні персонажі
- Генрі Дешвуд (англ. Henry Dashwood) — заможний джентльмен, який помирає на початку історії. Оскільки його маєток успадковується по чоловічій лінії, це заважає йому належно забезпечити другу дружину та їхніх дочок. Він просить Джона, сина від першого шлюбу, допомагати фінансово зведеним сестрам та мачусі.
- Місіс Дешвуд (англ. Mrs Dashwood) — друга дружина Генрі Дешвуда. Вона опинилася у складній фінансовій ситуації після смерті чоловіка. Їй 40 років на початку книги. Як і її дочка Маріанна, вона дуже емоційна і схильна до спонтанних рішень, більше дослухаючись до своїх почуттів, ніж до розуму.
- Маргарет Дешвуд (англ. Margaret Dashwood) — молодша дочка містера та місіс Генрі Дешвуд. Їй тринадцять на початку книги. Вона романтична і доброзичлива, як і її сестри.
- Джон Дешвуд (англ. John Dashwood) — син Генрі Дешвуда від першого шлюбу. Він має намір дбати про своїх зведених сестер, але йому притаманна скупість, і він легко піддається впливу дружини, яка ще більше посилює цю його негативну рису.
- Фанні Дешвуд (англ. Fanny Dashwood) — дружина Джона Дешвуда і сестра Едварда та Роберта Феррарсів. Вона пихата, егоїстична. Таким росте і її син Гаррі. Вона дуже сувора до зведених сестер і мачухи чоловіка, тим паче, що боїться, що її брат Едвард закохається в Елінор.
- Сер Джон Міддлтон (англ. Sir John Middleton) — далекий родич місіс Дешвуд, який після смерті Генрі Дешвуда пропонує їй з доньками оселитися в його котеджі за дуже помірну орендну плату. Заможний, активний чоловік, який служив в армії разом з полковником Брендоном, дуже гостинний і прагне часто організовувати вечірки та пікніки, щоб зібрати молодь свого села. Він та його свекруха, місіс Дженнінгс, веселі, люблять пліткувати і дражнити молодих людей, якщо підозрюють наявність у них ніжних почуттів.
- Леді Міддлтон (англ. Lady Middleton) — елегантна, але стримана дружина сера Джона Міддлтона, вона спокійніша за свого чоловіка і передусім переймається тим, як виховувати своїх чотирьох вередливих дітей.
- Місіс Дженнінгс (англ. Mrs Jennings) — мати леді Міддлтон та Шарлотти Палмер. Вдова, яка видала заміж обох своїх дочок, проводить більшу частину часу, відвідуючи їхні родини, особливо Міддлтонів. Вона та її зять, сер Джон Міддлтон, активно беруть участь у романтичних справах молодих людей навколо них і прагнуть заохотити їх до зближення, часто прикро вражаючи Елінор та Маріанну.
- Роберт Феррарс (англ. Robert Ferrars) — молодший брат Едварда Феррарса та Фанні Дешвуд, його найбільше хвилює статус, мода та його нове ландо. Він одружується з міс Люсі Стіл після того, як Едварда позбавили спадку.
- Місіс Феррарс (англ. Mrs Ferrars) — мати Фанні Дешвуд, Едварда та Роберта Феррарсів. Недоброзичлива, несимпатична жінка, яка втілює всі неприємні риси, притаманні Фанні та Роберту. Вона вважає, що її сини повинні вдало одружитися. Вона відмовляється від свого старшого сина через його заручини з Люсі Стіл, але згодом саме з нею одружується її молодший син.
- Шарлотта Палмер (англ. Charlotte Palmer) — дочка місіс Дженнінгс та молодша сестра леді Міддлтон, місіс Палмер весела, але часто сміється недоречно, звичку чоловіка нечемно поводитись називає дотепністю.
- Томас Палмер (англ. Thomas Palmer) — чоловік Шарлотти Палмер, який балотується в парламент, але лінивий і часто неввічливий. Уважно ставиться до сестер Дешвуд.
- Люсі Стіл (англ. Lucy Steele) — молода далека родичка місіс Дженнінгс, яка певний час була таємно заручена з Едвардом Феррарсом. Вона намагається встановити дружні стосунки з Елінор Дешвуд та місіс Джон Дешвуд. Обмежена у формальній освіті та фінансових засобах, але, тим не менш, приваблива, улеслива та підступна.
- Енн / Ненсі Стіл (англ. Anne/Nancy Steele) — (її часто називають «міс Стіл») старша сестра Люсі Стіл, занадто балакуча і менш кмітлива.
- Міс Софія Грей (англ. Miss Sophia Grey) — заможна спадкоємиця з малоприємним характером, з якою містер Віллоббі одружується, щоб і надалі мати змогу вести марнотратний спосіб життя після того, як тітка позбавила його спадку.
- Міс Мортон (англ. Miss Morton) — заможна дочка лорда Мортона, яку пані Феррарс хоче бачити нареченою старшого сина Едварда, а згодом і Роберта.
- Містер Пратт (англ. Mr Pratt) — дядько Люсі Стіл та репетитор Едварда.
- Еліза Вільямс (молодша) (дочка) (англ. Eliza Williams (Jr.)) — підопічна полковника Брендона, їй близько 15 років і вона народила Джону Віллоубі позашлюбну дитину. Вона має те ж ім’я, що і її мати.
- Еліза Вільямс (старша) (мати) (англ. Eliza Williams (Sr.)) — колишня кохана полковника Брендона. Еліза була підопічною батька Брендона, і її змусили вийти заміж за старшого брата Брендона. Шлюб був нещасливим. Полковник Брендон після повернення зі служби за кордоном виявив, що Еліза помирає у будинку для бідних, і взяв під свою опіку її маленьку доньку.
- Місіс Сміт (англ. Mrs Smith) — багата тітка містера Віллоубі, яка позбавила його спадку, коли дізналася, що він спокусив і покинув молоду Елізу Вільямс, підопічну полковника Брендона.

## Розвиток роману
Джейн Остін написала перший варіант роману у формі роману в листах (епістолярна форма), можливо, ще в 1795 році, коли їй було 19 років, або в 1797 році, у віці 21 рік, і, як кажуть, вона назвала його «Елінор і Маріанна». Пізніше вона змінила форму на розповідь, а назву — на «Чуття і чуттєвість».
Остін черпала натхнення для «Чуття і чуттєвості» з інших романів 1790-х років, які стосувалися подібних тем, включаючи «Життя і кохання» Адама Стівенсона (1785 року), який він написав про себе, і стосунки, яких не мало бути. «Історія пліток» Джейн Уест (1796) теж розповідає про двох сестер: одна — розумна і стримана, а інша — романтична, емоційна і чутлива. Романтичну сестру в романі Уест також звати Маріанна. Є й інші спільні риси у цих романах Остін і Уест.

## Назва
«Чуття» означає мудрість або розсудливість, а «чуттєвість» означає чуйність, симпатію або емоційність. Елінор асоціюється з «чуттям» (хоча Маріанна теж не позбавлена його), а Маріанні притаманна «чуттєвість» (хоча Елінор теж здатна на сильні почуття, але не показує їх відкрито). Змінивши заголовок, Остін додала «філософської глибини» тому, що почалося як нарис про двох персонажів.

## Критичні огляди
«Чуття і чуттєвість» як і інші твори Остін, викликало велику кількість критики. Критичне видання Нортона про «Чуття і чуттєвість» під редакцією Клавдії Джонсон, містить у своєму додатковому матеріалі ряд передрукованих ранніх оглядів. Непідписаний огляд в лютневому критичному огляді 1812 року позитивно оцінює «Чуття і чуттєвість»: гарно написаний, реалістичний та із «надзвичайно приємним» сюжетом. Цей огляд схвально оцінює Елінор і пані Дешвуд, матір сестер Дешвуд, а також  стверджує, що надзвичайна чуйність Маріанни робить її нещасною. Він запевняє, що у «Чутті і чуттєвості» є урок та мораль, які з'ясовуються через сюжет та персонажів. Ще один непідписаний огляд від травня 1812 року у виданні «Британський критик» підкреслює прихильність Остін до темпераменту Елінор. В огляді стверджується, що «роман показує як впливає поведінка на наше життя: стримана та спокійна розсудливість, з одного боку, і надмірна чуттєвість з іншого». В огляді зазначається, що «Чуття і чуттєвість» містить «багато тверезих і корисних сентенцій для того, щоб переглянути свій спосіб життя і поведінку» в рамках «дуже приємної та розважальної розповіді». Огляд В.Ф. Поллока 1861 року з журналу «Frasier's» під назвою «Британські новелісти» редактор Клавдія Джонсон називає «раннім прикладом того, що стане звичним поглядом на «Чуття і чуттєвість». Окрім підкреслення моралі роману, Поллок розглядає персонажів, вихваляє та критикує їх, зважаючи на те, що Остін віддає перевагу темпераменту Елінор. Поллок навіть хвалить сера Джона Міддлтона та місіс Дженнінгс, коментує гумор містера Палмера та його «дурної дружини».  Поллок критикує егоїзм сера Джона Дешвуда, не згадуючи про вплив Фанні на нього. Він також критикує сестер Стіл за їх вульгарність.  
Анонімний твір під назвою «Міс Остін», опублікований у 1866 році у «Домашньому журналі англійської жінки», на відміну від інших ранніх критиків, співчуває Маріанні, заявляючи, що Елінор «надто гарний» персонаж. Стаття також відрізняється від інших рецензій тим, що стверджує, що «переважна цінність» книги полягає не в нарисі про двох сестер; скоріше, книга має успіх через те, що у ній «чудово описані другорядні персонажі». У статті 1894 року «Класичний новеліст» в газеті «Pall Mall» Аліса Мейнелл також погоджується з увагою Остін до дрібниць. Мейнелл стверджує, що Остін займається другорядними персонажами та прискіпливо ставиться до деталей, оскільки «те, що робить життя, мистецтво та працю тривіальним, — це тривіальність стосунків». У своїй увазі до другорядних персонажів Мейнел обговорює призначення дітей «ілюструвати нерозсудливість своїх матерів», особливо леді Міддлтон.  
Біограф Остін, Клер Томалін стверджує, що у процесі написання «Чуття і чуттєвості» письменниця вагалася, чи має перемогти чуття чи чуттєвість. Остін характеризує Маріанну як милу дівчину з привабливими якостями: інтелектом, музичним талантом, відвертістю та відданістю в коханні. Вона також визнає, що Віллоубі з усіма його вадами продовжує кохати і, певною мірою, цінувати Маріанну. З цієї причини деякі читачі вважають шлюб Маріанни з полковником Брендоном незадовільним закінченням.
Браунштейн писав, що відмінності між сестрами Дешвуд перебільшені, і насправді у сестер більше схожих рис, ніж відмінностей, при цьому Елінор має «чудове серце» і здатна до тих же романтичних пристрастей, які відчуває Маріанна, в той час як Маріанна досить розсудлива. Елінор є більш стриманою, ввічливою і менш імпульсивною, ніж Маріанна, яка любить поезію, гуляти серед мальовничих пейзажів і вірить у справжнє кохання, але саме близькість між сестрами дозволяє ці розбіжності виявити.  
Багато критиків порівнюють «Чуття і чуттєвість» з авторами та жанрами, популярними за часів Остін. Однією з найпопулярніших форм художньої літератури за часів Остін була епістолярна художня література. Це стиль написання, в якому всі дії, діалог та взаємодія персонажів відображаються за допомогою листів, що надсилаються від одного або декількох персонажів. У своїй книзі «Романтичне листування: жінки, політика та художня література» Мері Фаврет досліджує стосунки Остін з епістолярним жанром, стверджуючи, що Остін «боролася з епістолярною формою» у попередніх творах та після публікації «Чуття і чуттєвості», оголосила її перемогу над обмеженнями листа». За словами Фаврет, персонаж Елінор Дешвуд є «антиепістолярною героїнею», «внутрішній світ» думок і почуттів не знаходить «прямого вираження в романі». Крім того, Фаврет стверджує, що Остін використовує листи сестер, щоб підкреслити протиставлення їх особистостей. Коли обидві сестри пишуть листи після приїзду до Лондона, лист Елінор є «слухняним листом розумної сестри», а Маріанна пише «недозволений лист», що відображає її характеристику як «емоційної» сестри.  
Поширена тема критики Остін — це правові аспекти суспільства та сім'ї, зокрема, заповіти, права першого та другого синів та черга спадкування. Книга Джина Руффа «Чуття і чуттєвість Джейн Остін» детально досліджує ці питання в романі. Перші дві глави Руффа широко стосуються теми заповітів та дискурсу про спадкування. Ці теми розкривають те, що Руф називає «культурною фіксацією пріоритету чоловічого народження». Руф зауважує, що в межах сім'ї порядок народження чоловіків вирішує питання їхніх прав. Коли Роберт Феррарс стає старшим сином, Едвард більше не цікавить свою наречену Люсі, яка швидко звертає свою увагу на Роберта, щоб одружитися з ним і забезпечити собі спадщину. За словами Руффа, Люсі свідомо віддає перевагу старшому сину через його кращу фінансову забезпеченість. У своїй книзі «Історія Остін» Вільям Гальперін, коментуючи тенденцію цієї системи патріархальної спадщини та зайнятості, стверджує, що вона призводить до вразливості жінок. Через це Гальперін вважає, що «Чуття та чуттєвість» пропонує шлюб як єдине практичне рішення «проти непевності майбутнього неодруженої жінки».  
Критики-феміністи вже давно обговорюють Джейн Остін і «Чуття і чуттєвість», особливо патріархальну систему успадкування та зайнятості. Феміністична праця «Божевільна на горищі: письменниця та літературна уява XIX століття» Сандри М. Гілберт та Сьюзан Губар містить кілька дискусій про «Чуття і чуттєвість». Вони вказують на «зневажену» місіс Феррарс, яка  змінює патріархальну лінію спадкування своєю відмовою від старшого сина Едварда Феррарса як доказ того, що ця конструкція зрештою довільна. Гілберт і Губар стверджують, що, хоча основним висновком «Чуття і чуттєвості» є те, що «молоді жінки, такі, як Маріанна та Елінор, повинні підкорятися вимогам суспільства, знаходячи захисників чоловіків», але, наприклад, пані Феррарс та Люсі Стіл демонструють, як жінки можуть діяти, якщо обставини складаються не на їхню користь. Пані Феррарс та Люсі Стіл намагаються захистити себе та власні інтереси від впливу патріархальної системи, яка їх обмежує.
Мері Поуві у дослідженні «Справжня леді та письменниця: Ідеологія як стиль у творах Мері Волстонкрафт, Мері Шеллі та Джейн Остін» запевняє, що «Чуття і чуттєвість» має «похмурий відтінок», оскільки показує конфлікт між індивідуальними бажаннями і моральними принципами через характер самої Елінор. Поуві стверджує, що, хоча Остін визнає «обмеження соціальних інститутів», вона вважає за необхідне контролювати «небезпечну непоміркованість жіночих почуттів», а не проявляти їх. Вона робить це, демонструючи, що самозречення Елінор (особливо в тому, що вона зберігає таємницю Люсі Стіл та підтримує вибір Едварда, хоча це завдає їй болю) зрештою призводить до того, що все складається якнайкраще для неї та інших. Таким чином, на думку Поуві, Остін припускає, що поведінка Елінор є правильним способом досягнення щастя в житті.

## Історія публікації

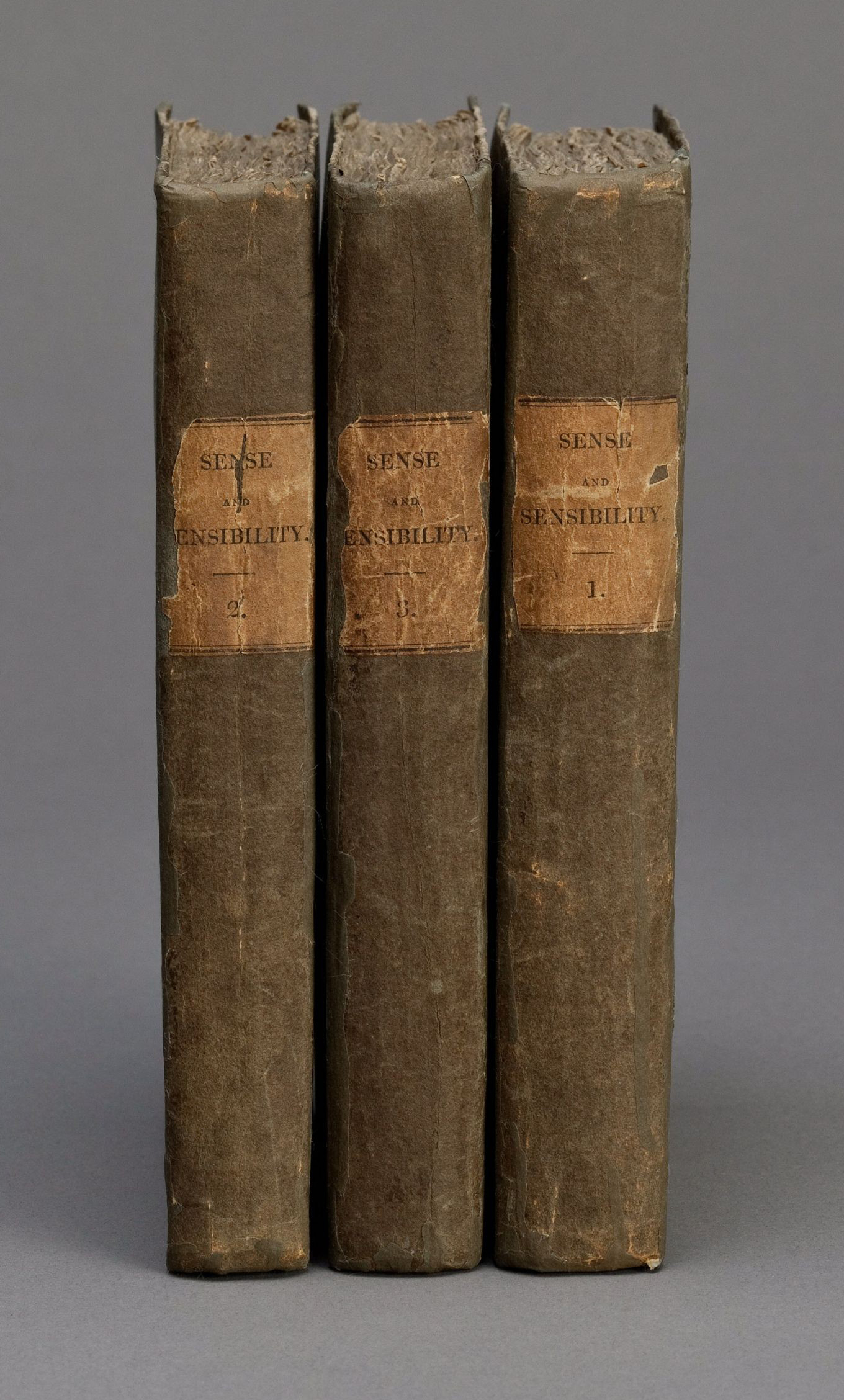
Три томи першого видання «Чуття і чуттєвості», 1811 рік

У 1811 році Томас Егертон з видавництва Військової бібліотеки в Лондоні прийняв рукопис до друку в трьох томах. Остін заплатила за публікацію книги та комісію видавцю за продаж. Вартість публікації становила більше третини річного доходу родини Остін в розмірі 460 фунтів стерлінгів (близько 15 000 фунтів стерлінгів у валюті 2008 року). За перший наклад вона отримала 140 фунтів стерлінгів (майже 5000 фунтів стерлінгів у валюті 2008 року), до липня 1813 року продано всі 750 друкованих примірників. Друге видання було анонсоване на жовтень 1813 року. 
Роман постійно перевидавався аж до 21-го століття, оскільки популярність і кількість схвальних критичних оцінок всіх романів Джейн Остін повільно росла. Роман був перекладений французькою мовою мадам Ізабель де Монтольє як «Raison et Sensibilité». Монтольє мала тільки базові знання з англійської мови, і у її перекладах часто радикально змінювався сюжет і персонажі Остін. «Переклад» «Чуття і чуттєвості» Монтольє змінює цілі сцени і персонажів, наприклад, Маріанна називає Віллоубі «ангел» і «Адоніс» при першій зустрічі з ним, але цього немає в англійському оригіналі. Крім того, сцена, де місіс Дешвуд переконує чоловіка не підтримувати фінансово його овдовілу мачуху, бо це може бути невигідно для «нашого маленького Гаррі», але очевидно, що її заперечення засновані на жадібності, оскільки місіс Дешвуд скоро забуває про Гаррі; Монтольє змінила сцену: місіс Дешвуд продовжує говорити про «нашого маленького Гаррі» в якості основи її заперечення, що повністю змінює її мотиви. Коли Елінор дізнається, що Феррарс, який одружився з Люсі Стіл, це Роберт, а не Едвард, Монтольє додає сцену, якої не було в оригіналі, де Едвард, сестри Дешвуд та їхня мати всі заливаються сльозами, взявшись за руки. У Остін в кінці роману Роберт Феррарс та Люсі Стіл одружуються, а Монтольє змінила шлюб на розрив.

## Адаптації
Кіно- і телевізійні адаптації:

• 1971 рік: адаптація для телебачення BBC Деніса Констандуроса і режисера Девіда  Джайлза.

• 1981 рік: семиепізодний телесеріал режисера Родні Беннетта.

• 1995 рік: «Розум і почуття» — адаптація Емми Томпсон та режисера Енга Лі. 

• 2000 рік: тамільська версія під назвою «Kandukondain Kandukondain», зірки: Маммутті (полковник Брендон), Аджіт Кумар (Едвард Феррарс), Табу (Елінор) і Айшварія Рай (Маріанна). 

• 2006 рік: Фільм «Матеріальні дівчата» — вільна адаптація роману за мотивами сценарію Джона Куайнтанса та режисера Марти Кулідж. 

• 2008 рік: трьохепізодний телевізійний серіал BBC, адаптований Ендрю Девісом та режисером Джоном Олександром.

• 2011 рік: іспано- та англомовний фільм «Prada і почуття» — вільна адаптація роману режисера Ангела Грація.

• 2011 рік: «Запахи та чуттєвість» (випущена в Бразилії як «Aromas e Sensibilidade») — вільна адаптація роману режисера Брайана Броу.

• 2014 рік: «Візерунки долі» — індійський телевізійний серіал, який є адаптацією «Чуття і чуттєвості».   
Сценічні адаптації:

• 2013 рік: «Чуття і чуттєвість», мюзикл (книга та тексти Джефрі Хаддоу та музика Ніла Хемптона), у квітні 2013 року відбулася світова прем'єра театральної компанії «Денвер Центр» у постановці режисера Марсії Мілгрома Доджа.

• 2014 рік: На фестивалі Шекспіра у Юті презентували адаптацію Джозефа Ханредді та Дж. Р. Саллівана.

• 2016 рік: театральна трупа [Архівовано 12 квітня 2016 у Wayback Machine.] «Бедлам» [Архівовано 12 квітня 2016 у Wayback Machine.] змонтувала добре прийняту мінімалістичну постановку, яку адаптували Кейт Хемілл та режисер Ерік Такер з репертуару 2014 року.
Романи:

• 2013 рік: автор Джоанна Троллоп опублікувала «Чуття і чуттєвість: роман» у складі серії, виданою видавцем «Проект Остін», що переносить персонажів до сучасності та містить сучасну сатиру. 

• 2009 рік: «Розум і чутливість та морські чудовиська» — пародійний роман Бен Х. Вінтерса, Джейн Остін записана як співавтор.

## Українські переклади
- Остін, Джейн (2005). Чуття і чутливість. пер. з англ.  В. Горбатко. Харків: Фоліо. с. 319.
- Остін, Джейн (2018). Чуття і чутливість. пер. з англ.  В. Горбатко. Харків: Фоліо. с. 320. ISBN 9789660380318.
- Остін, Джейн (2018). Чуття і чуттєвість. пер. з англ.  Галина Пехник. Київ: Знання. с. 431. ISBN 9786170705662.